# Aleyrodes lonicerae
Aleyrodes lonicerae är en insektsart som beskrevs av Walker 1852. Aleyrodes lonicerae ingår i släktet Aleyrodes, och familjen mjöllöss. Arten är reproducerande i Sverige.

## Bildgalleri

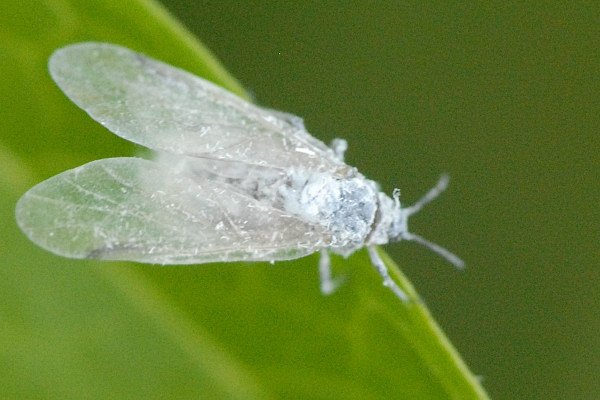